# بيتر سبرينغز (أريزونا)
بيتر سبرينغز (بالإنجليزية: Bitter Springs CDP, Arizona)‏ هي منطقة سكنية تقع بولاية أريزونا في الولايات المتحدة. تبلغ مساحتها 20.77 كم2، وترتفع عن سطح البحر 1,559 م، بلغ عدد سكانها 452 نسمة في عام 2010 حسب إحصاء مكتب تعداد الولايات المتحدة وتصل الكثافة السكانية فيها 21.8 نسمة لكل كيلومتر مربع (56.5/ميل2).

## التركيبة السكانية
حدّد مكتب تعداد الولايات المتحدة بيانات التركيبة السكانية لبيتر سبرينغز في تعداد الولايات المتحدة. في ما يلي، التركيبة السكانية حسب تعدادي 2000 و2010.

### تعداد عام 2000
بلغ عدد سكان بيتر سبرينغز 547 نسمة بحسب تعداد عام 2000، وبلغ عدد الأسر 104 أسرة وعدد العائلات 98 عائلة مقيمة في المنطقة السكنية. في حين سجلت الكثافة السكانية 26.3 نسمة لكل كيلومتر مربع (68.1/ميل2). وبلغ عدد الوحدات السكنية 127 وحدة بمتوسط كثافة قدره 6.1 لكل كيلومتر مربع (15.8/ميل2).
وتوزع التركيب العرقي للمنطقة السكنية بنسبة 1.28% من البيض و98.72% من الأمريكيين الأصليين و0.73% من الهسبانيون أو اللاتينيون من أي عرق.
بلغ عدد الأسر 104 أسرة كانت نسبة 82.7% منها لديها أطفال تحت سن الثامنة عشر تعيش معهم، وبلغت نسبة الأزواج القاطنين مع بعضهم البعض 57.7% من أصل المجموع الكلي للأسر، ونسبة 26% من الأسر كان لديها معيلات من الإناث دون وجود شريك، بينما كانت نسبة 10.6% من الأسر لديها معيلون من الذكور دون وجود شريكة وكانت نسبة 5.8% من غير العائلات. تألفت نسبة 4.8% من أصل جميع الأسر من عدة أفراد يعيشون في نفس المنزل ونسبة 1.9% كانت تتألف من شخص يعيش بمفرده يبلغ من العمر 65 عاماً أو أكثر. وبلغ متوسط حجم الأسرة المعيشية 5.26، أما متوسط حجم العائلات فبلغ 5.34.
بلغ العمر الوسطي للسكان 18.6 عاماً. وكانت نسبة 48.3% من القاطنين تحت سن الثامنة عشر، وكانت نسبة 14.3% بين الثامنة عشر والرابعة والعشرين عاماً، ونسبة 24.5% كانت واقعةً في الفئة العمرية ما بين الخامسة والعشرين والرابعة والأربعين عاماً، ونسبة 10.6% كانت ما بين الخامسة والأربعين والرابعة والستين، ونسبة 2.4% كانت ضمن فئة الخامسة والستين عاماً فما فوق. يوجد لكل 100 أنثى 98.9 ذكر، ويوجد لكل 100 أنثى في الثامنة عشر من عمرها فما فوق 80.3 ذكر.
بلغ متوسط دخل الأسرة في المنطقة السكنية 24,886 دولارًا، أما متوسط دخل العائلة فبلغ 30,217 دولارًا. وكان متوسط دخل الذكور 11,477 دولارًا مقابل 14,038 دولارًا للإناث. وسجل دخل الفرد الخاص بالمنطقة السكنية 7,985 دولارًا. وكانت نسبة 25% من العائلات ونسبة 29.6% من السكان تحت خط الفقر،

### تعداد عام 2010
بلغ عدد سكان بيتر سبرينغز 452 نسمة بحسب تعداد عام 2010، وبلغ عدد الأسر 113 أسرة وعدد العائلات 98 عائلة مقيمة في المنطقة السكنية. في حين سجلت الكثافة السكانية 21.8 نسمة لكل كيلومتر مربع (56.5/ميل2). وبلغ عدد الوحدات السكنية 130 وحدة بمتوسط كثافة قدره 6.3 لكل كيلومتر مربع (16.3/ميل2).
وتوزع التركيب العرقي للمنطقة السكنية بنسبة 98.89% من الأمريكيين الأصليين و1.11% من عرقين مختلطين أو أكثر و0.88% من الهسبانيون أو اللاتينيون من أي عرق.
بلغ عدد الأسر 113 أسرة كانت نسبة 60.2% منها لديها أطفال تحت سن الثامنة عشر تعيش معهم، وبلغت نسبة الأزواج القاطنين مع بعضهم البعض 44.2% من أصل المجموع الكلي للأسر، ونسبة 32.7% من الأسر كان لديها معيلات من الإناث دون وجود شريك، بينما كانت نسبة 9.7% من الأسر لديها معيلون من الذكور دون وجود شريكة وكانت نسبة 13.3% من غير العائلات. تألفت نسبة 13.3% من أصل جميع الأسر من عدة أفراد يعيشون في نفس المنزل ونسبة 5.3% كانت تتألف من شخص يعيش بمفرده يبلغ من العمر 65 عاماً أو أكثر. وبلغ متوسط حجم الأسرة المعيشية 4.00، أما متوسط حجم العائلات فبلغ 4.35.
بلغ العمر الوسطي للسكان 24.2 عاماً. وكانت نسبة 35.8% من القاطنين تحت سن الثامنة عشر، وكانت نسبة 16.2% بين الثامنة عشر والرابعة والعشرين عاماً، ونسبة 22.3% كانت واقعةً في الفئة العمرية ما بين الخامسة والعشرين والرابعة والأربعين عاماً، ونسبة 19.2% كانت ما بين الخامسة والأربعين والرابعة والستين، ونسبة 6.4% كانت ضمن فئة الخامسة والستين عاماً فما فوق. وتوزع التركيب الجنسي للسكان بنسبة 45.1% ذكور و54.9% إناث.